# Milan Associazione Calcio 1964-1965
Questa voce raccoglie le informazioni riguardanti il Milan Associazione Calcio nelle competizioni ufficiali della stagione 1964-1965.

## Stagione

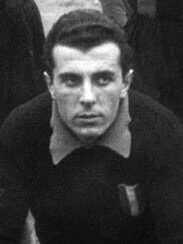
Il portiere Giorgio Ghezzi, all'ultima delle sue 6 stagioni al Milan: si ritirò a fine campionato, all'età di 35 anni.

Nelle stagione 1964-1965 il Milan è guidato da Nils Liedholm. Con lo svedese in panchina, senza più Sani tornato in patria, i rossoneri sono primi in campionato fino alla 31ª giornata, quando subiscono la rimonta dei cugini dell'Inter, ai quali cedono la vetta della classifica al termine di una sconfitta con la Roma. Chiuderanno secondi a tre punti di distacco dopo essere stati in vantaggio di sette lunghezze.
Breve è il cammino in Europa dove il Milan, impegnato in Coppa delle Fiere, viene eliminato al primo turno (così come in Coppa Italia). Al termine della stagione Gipo Viani passa al Genoa dopo nove stagioni in rossonero, 2 da allenatore e 7 da direttore tecnico.

## Divise
| Casa | Trasferta |

## Organigramma societario
Area direttiva
- Presidente: Felice Riva
- Vice presidenti: Luigi Carraro e Emilio Riva
- Capo ufficio stampa: Franco Carraro

Area tecnica
- Allenatore: Nils Liedholm
- Direttore tecnico: Giuseppe Viani

## Rosa
| N. |                   | Ruolo | Calciatore                   |
| -- | ----------------- | ----- | ---------------------------- |
|    | Italia (bandiera) | P     | Luigi Balzarini              |
|    | Italia (bandiera) | P     | Mario Barluzzi               |
|    | Italia (bandiera) | P     | Giorgio Ghezzi               |
|    | Italia (bandiera) | P     | Claudio Mantovani            |
|    | Italia (bandiera) | D     | Cesare Maldini (capitano)    |
|    | Italia (bandiera) | D     | Gilberto Noletti             |
|    | Italia (bandiera) | D     | Luigi Radice (vice capitano) |
|    | Italia (bandiera) | D     | Nello Santin                 |
|    | Italia (bandiera) | D     | Giovanni Trapattoni          |
|    | Italia (bandiera) | D     | Mario Trebbi                 |
|    | Italia (bandiera) | C     | Bruno Bacchetta              |
|    | Perù (bandiera)   | C     | Víctor Benítez               |
|    | Italia (bandiera) | C     | Mario David                  |

| N. |                    | Ruolo | Calciatore         |
| -- | ------------------ | ----- | ------------------ |
|    | Italia (bandiera)  | C     | Giovanni Lodetti   |
|    | Italia (bandiera)  | C     | Ambrogio Pelagalli |
|    | Italia (bandiera)  | C     | Eugenio Petrini    |
|    | Italia (bandiera)  | C     | Gianni Rivera      |
|    | Italia (bandiera)  | C     | Giancarlo Salvi    |
|    | Italia (bandiera)  | A     | José Altafini      |
|    | Brasile (bandiera) | A     | Amarildo           |
|    | Italia (bandiera)  | A     | Aquilino Bonfanti  |
|    | Italia (bandiera)  | A     | Paolo Ferrario     |
|    | Italia (bandiera)  | A     | Giuliano Fortunato |
|    | Brasile (bandiera) | A     | Germano            |
|    | Italia (bandiera)  | A     | Bruno Mora         |

## Calciomercato
| Acquisti | Acquisti              | Acquisti  | Acquisti |
| R.       | Nome                  | da        | Modalità |
| -------- | --------------------- | --------- | -------- |
| A        | Aquilino Bonfanti     | Rizzoli   | -        |
| A        | José Germano de Sales | Genoa     | -        |
| P        | Claudio Mantovani     | Saronno   | -        |
| C        | Eugenio Petrini       | Rizzoli   | -        |
| C        | Giancarlo Salvi       | Sampdoria | -        |

| Cessioni | Cessioni      | Cessioni    | Cessioni |
| R.       | Nome          | a           | Modalità |
| -------- | ------------- | ----------- | -------- |
| A        | Branko Kubala | Espanyol    | -        |
| D        | Luciano Poppi | Alessandria | -        |
| C        | Dino Sani     | Corinthians | -        |

## Risultati

### Serie A

#### Girone di andata
| Arbitro: | Varazzani (Parma) |

|            |           |             |
| Lodetti 1’ | Marcatori | 90’ Facchin |

| Arbitro: | Francescon (Padova) |

|  |           |                                               |
|  | Marcatori | 25’ Mora 52’ (aut.) Jonsson 54’, 78’ Ferrario |

| Arbitro: | Sbardella (Roma) |

|                             |           |                            |
| Dell'Angelo 69’ Vinicio 76’ | Marcatori | 51’, 55’ Amarildo 64’ Mora |

| Arbitro: | De Marchi (Pordenone) |

|               |           |            |
| Fortunato 79’ | Marcatori | 74’ Simoni |

| Arbitro: | Bernardis (Trieste) |

|                           |           |             |
| Lodetti 41’ Fortunato 74’ | Marcatori | 88’ Gasperi |

| Arbitro: | D'Agostini (Roma) |

|  |           |                   |
|  | Marcatori | 71’, 74’ Amarildo |

| Arbitro: | Lo Bello (Siracusa) |

|                           |           |  |
| Ferrario 41’ Amarildo 81’ | Marcatori |  |

| Arbitro: | Sbardella (Roma) |

|  |           |                       |
|  | Marcatori | 28’ Mora 57’ Ferrario |

| Arbitro: | Lo Bello (Siracusa) |

|                                            |           |  |
| Suarez 53’ (aut.) Lodetti 67’ Amarildo 88’ | Marcatori |  |

| Arbitro: | Francescon (Padova) |

|                        |           |  |
| Mora 48’ Fortunato 51’ | Marcatori |  |

| Arbitro: | D'Agostini (Roma) |

|            |           |                   |
| Valadè 30’ | Marcatori | 18’, 75’ Ferrario |

| Arbitro: | Sbardella (Roma) |

|                           |           |                           |
| Combin 48’ Menichelli 90’ | Marcatori | 59’ Amarildo 77’ Ferrario |

| Arbitro: | Francescon (Padova) |

|                                    |           |                   |
| Rivera 7’ Amarildo 56’ Lodetti 90’ | Marcatori | 69’ (rig.) Haller |

| Arbitro: | De Marchi (Pordenone) |

|                 |           |                          |
| Francesconi 52’ | Marcatori | 43’ Noletti 88’ Ferrario |

| Varese 3 gennaio 1965 15ª giornata | Varese           | 0 – 0 | Milan | Stadio Franco Ossola (21 268 spett.)\| Arbitro: \| Politano (Cuneo) \| |
| Arbitro:                           | Politano (Cuneo) |       |       |                                                                        |

| Arbitro: | Varazzani (Parma) |

|                   |           |  |
| Rivara 10’ (aut.) | Marcatori |  |

| Arbitro: | Righetti (Torino) |

|               |           |  |
| Fortunato 48’ | Marcatori |  |

#### Girone di ritorno
| Arbitro: | D'Agostini (Roma) |

|            |           |             |
| Danova 36’ | Marcatori | 5’ Ferrario |

| Arbitro: | Angonese (Mestre) |

|                          |           |  |
| Ferrario 4’ Amarildo 82’ | Marcatori |  |

| Arbitro: | Bernardis (Trieste) |

|  |           |              |
|  | Marcatori | 42’ Colausig |

| Arbitro: | Lo Bello (Siracusa) |

|          |           |                           |
| Puia 12’ | Marcatori | 45’ Amarildo 85’ Altafini |

| Roma 21 febbraio 1965 22ª giornata | Lazio                 | 0 – 0 | Milan | Stadio Olimpico (31 758 spett.)\| Arbitro: \| De Marchi (Pordenone) \| |
| Arbitro:                           | De Marchi (Pordenone) |       |       |                                                                        |

| Arbitro: | De Robbio (Torre Annunziata) |

|                         |           |  |
| Amarildo 25’ Rivera 78’ | Marcatori |  |

| Arbitro: | Francescon (Padova) |

|             |           |              |
| Petroni 44’ | Marcatori | 65’ Altafini |

| Arbitro: | Righetti (Torino) |

|                                          |           |  |
| Vincenzi 4’ (aut.) Mora 32’ Altafini 37’ | Marcatori |  |

| Arbitro: | Sbardella (Roma) |

|                                                   |           |                   |
| Jair 5’ Domenghini 68’ Corso 72’ Mazzola 80’, 84’ | Marcatori | 17’, 75’ Amarildo |

| Firenze 4 aprile 1965 27ª giornata | Fiorentina            | 0 – 0 | Milan | Stadio Comunale (47 441 spett.)\| Arbitro: \| De Marchi (Pordenone) \| |
| Arbitro:                           | De Marchi (Pordenone) |       |       |                                                                        |

| Arbitro: | Bernardis (Trieste) |

|             |           |  |
| Benitez 86’ | Marcatori |  |

| Arbitro: | D'Agostini (Roma) |

|              |           |  |
| Amarildo 86’ | Marcatori |  |

| Arbitro: | Lo Bello (Siracusa) |

|  |           |                   |
|  | Marcatori | 32’, 80’ Ferrario |

| Arbitro: | Varazzani (Parma) |

|  |           |                                       |
|  | Marcatori | 40’ (rig.) Manfredini 76’ Francesconi |

| Arbitro: | Bernardis (Trieste) |

|              |           |  |
| Ferrario 46’ | Marcatori |  |

| Genova 30 maggio 1965 33ª giornata | Genoa                 | 0 – 0 | Milan | Stadio Luigi Ferraris (30 913 spett.)\| Arbitro: \| De Marchi (Pordenone) \| |
| Arbitro:                           | De Marchi (Pordenone) |       |       |                                                                              |

| Arbitro: | Francescon (Padova) |

|                       |           |                 |
| Riva 30’ Visentin 52’ | Marcatori | 40’ (rig.) Mora |

### Coppa Italia
| Arbitro: | Orlando (Bergamo) |

|                          |           |           |
| Melonari 56’, 99’ (rig.) | Marcatori | 12’ David |

### Coppa delle Fiere
| Arbitro: | Dienst |

|                          |           |  |
| Merschel 75’ Hausser 87’ | Marcatori |  |

| Arbitro: | Varaždinec |

|             |           |  |
| Ferrario 9’ | Marcatori |  |

## Statistiche

### Statistiche di squadra
| Competizione      | Punti | In casa | In casa | In casa | In casa | In casa | In casa | In trasferta | In trasferta | In trasferta | In trasferta | In trasferta | In trasferta | Totale | Totale | Totale | Totale | Totale | Totale | DR  |
| Competizione      | Punti | G       | V       | N       | P       | Gf      | Gs      | G            | V            | N            | P            | Gf           | Gs           | G      | V      | N      | P      | Gf     | Gs     | DR  |
| ----------------- | ----- | ------- | ------- | ------- | ------- | ------- | ------- | ------------ | ------------ | ------------ | ------------ | ------------ | ------------ | ------ | ------ | ------ | ------ | ------ | ------ | --- |
| Serie A           | 51    | 17      | 13      | 2       | 2       | 26      | 7       | 17           | 8            | 7            | 2            | 26           | 16           | 34     | 21     | 9      | 4      | 52     | 23     | +29 |
| Coppa Italia      | -     | 0       | 0       | 0       | 0       | 0       | 0       | 1            | 0            | 0            | 1            | 1            | 2            | 1      | 0      | 0      | 1      | 1      | 2      | -1  |
| Coppa delle Fiere | -     | 1       | 1       | 0       | 0       | 1       | 0       | 1            | 0            | 0            | 1            | 0            | 2            | 2      | 1      | 0      | 1      | 1      | 2      | -1  |
| Totale            | -     | 18      | 14      | 2       | 2       | 27      | 7       | 19           | 8            | 7            | 4            | 27           | 20           | 37     | 22     | 9      | 6      | 54     | 27     | +27 |

### Statistiche dei giocatori
| Giocatore     | Serie A  | Serie A | Coppa Italia | Coppa Italia | Coppa delle Fiere | Coppa delle Fiere | Totale   | Totale |
| Giocatore     | Presenze | Reti    | Presenze     | Reti         | Presenze          | Reti              | Presenze | Reti   |
| ------------- | -------- | ------- | ------------ | ------------ | ----------------- | ----------------- | -------- | ------ |
| J. Altafini   | 12       | 3       | 0            | 0            | 0                 | 0                 | 12       | 3      |
| Amarildo      | 27       | 14      | 1            | 0            | 2                 | 0                 | 30       | 14     |
| B. Bacchetta  | 0        | 0       | 1            | 0            | 1                 | 0                 | 2        | 0      |
| L. Balzarini  | 0        | 0       | 0            | 0            | 0                 | 0                 | 0        | 0      |
| M. Barluzzi   | 28       | -18     | 1            | -2           | 2                 | -2                | 31       | -22    |
| V. Benítez    | 26       | 1       | 0            | 0            | 1                 | 0                 | 27       | 1      |
| A. Bonfanti   | 3        | 0       | 0            | 0            | 0                 | 0                 | 3        | 0      |
| M. David      | 3        | 0       | 1            | 1            | 2                 | 0                 | 6        | 1      |
| P. Ferrario   | 20       | 12      | 0            | 0            | 1                 | 1                 | 21       | 13     |
| G. Fortunato  | 17       | 5       | 1            | 0            | 1                 | 0                 | 19       | 5      |
| Germano       | 0        | 0       | 0            | 0            | 1                 | 0                 | 1        | 0      |
| G. Ghezzi     | 6        | -5      | 0            | 0            | 0                 | 0                 | 6        | -5     |
| G. Lodetti    | 34       | 4       | 1            | 0            | 1                 | 0                 | 36       | 4      |
| C. Maldini    | 34       | 0       | 0            | 0            | 2                 | 0                 | 36       | 0      |
| C. Mantovani  | 0        | 0       | 0            | 0            | 0                 | 0                 | 0        | 0      |
| B. Mora       | 30       | 6       | 0            | 0            | 1                 | 0                 | 31       | 6      |
| G. Noletti    | 27       | 1       | 1            | 0            | 2                 | 0                 | 30       | 1      |
| A. Pelagalli  | 32       | 0       | 0            | 0            | 2                 | 0                 | 34       | 0      |
| E. Petrini    | 0        | 0       | 1            | 0            | 0                 | 0                 | 1        | 0      |
| L. Radice     | 2        | 0       | 1            | 0            | 0                 | 0                 | 3        | 0      |
| G. Rivera     | 29       | 2       | 0            | 0            | 0                 | 0                 | 29       | 2      |
| G. Salvi      | 2        | 0       | 1            | 0            | 1                 | 0                 | 4        | 0      |
| N. Santin     | 4        | 0       | 0            | 0            | 0                 | 0                 | 4        | 0      |
| G. Trapattoni | 30       | 0       | 1            | 0            | 1                 | 0                 | 32       | 0      |
| M. Trebbi     | 8        | 0       | 1            | 0            | 1                 | 0                 | 10       | 0      |